# Penk (rivière de Nouvelle-Zélande)
Pour les articles homonymes, voir Penk.
La  rivière Penk  (en  anglais : Penk River) est un cours d’eau de la région de  Marlborough dans l’Île du Sud de la Nouvelle-Zélande.

## Géographie
Elle s’écoule de façon prédominante vers le sud à partir de son origine sur les pentes du ‘Mont Horrible’ pour atteindre le fleuve  Awatere à 35 km au sud-ouest de la ville de Seddon.